# Kodeks 0261
Kodeks 0261 (Gregory-Aland no. 0261) – grecki kodeks uncjalny Nowego Testamentu na pergaminie, datowany metodą paleograficzną na V wiek. Rękopis jest przechowywany w Berlinie. Tekst rękopisu jest wykorzystywany we współczesnych wydaniach greckiego Nowego Testamentu. 

## Opis
Zachowały się 2 pergaminowe karty rękopisu, z greckim tekstem Listu do Galatów (1,9-12.19-22; 4,25-31). Karta ma rozmiar 20 na 15 cm. Tekst jest pisany dwoma kolumnami na stronę, 25 linijek tekstu na stronę. 

## Tekst
Tekst rękopisu reprezentuje mieszaną tradycję tekstualną. Kurt Aland zaklasyfikował tekst rękopisu do kategorii III. 

## Historia
INTF datuje rękopis 0261 na V wiek . 
Tekst rękopisu opublikował Kurt Treu w 1966 roku. 
Na listę greckich rękopisów Nowego Testamentu wciągnął go Kurt Aland, oznaczając go przy pomocy siglum 0261. Został uwzględniony w II wydaniu Kurzgefasste. Rękopis jest wykorzystywany w krytycznych wydaniach greckiego Nowego Testamentu (NA26, NA27, UBS4). 
Rękopis jest przechowywany w Staatliche Museen zu Berlin (P. 6791, 6792, 14043) w Berlinie . 